# A Terrible Flirt
A Terrible Flirt è un cortometraggio muto del 1905 diretto da Lewin Fitzhamon.

## Trama
Tre pretendenti si contendono la stessa ragazza. Lei se ne scappa via con un quarto.

## Produzione
Il film fu prodotto dalla Hepworth.

## Distribuzione
Distribuito dalla Hepworth, il film - un cortometraggio della lunghezza di 68,6 metri - uscì nelle sale cinematografiche britanniche nel maggio 1905. L'Edison Manufacturing Company lo distribuì nell'agosto dello stesso anno negli Stati Uniti.
Non si hanno altre notizie del film che si ritiene perduto, forse distrutto nel 1924 quando il produttore Cecil M. Hepworth, ormai fallito, cercò di recuperare l'argento del nitrato fondendo le pellicole.